# A1 (motorväg, Slovenien)
A1 är en motorväg i Slovenien som går från Koper mot Ljubljana och vidare till gränsen till Österrike. Motorvägen passerar Postojna, Celje och Maribor. Motorvägen kan även användas för transit genom Slovenien för trafik mellan Österrike, Italien och Kroatien.
E61 följer A1 söder om Ljubljana, och E57 följer A1 från Ljubljana till Österrike.